# Église Saint-Rémy de Lautrec
L'église Saint-Rémy de Lautrec est une église catholique située à Lautrec, en France.

## Localisation
L'église est située dans le département français du Tarn, sur la commune de Lautrec.

## Historique
L'édifice est classé au titre des monuments historiques en 1999.